# Thysanoteuthis
Famille
Genre
Les calmars rhomboïdaux ou thysanoteuthidés (Thysanoteuthidae) forment une famille de calmars (céphalopodes décapodes), comprenant un seul genre Thysanoteuthis.

## Liste des espèces
D'après World Register of Marine Species (13 mai 2016) et ITIS (13 mai 2016) :
- Thysanoteuthis danae (Joubin, 1933)
- Thysanoteuthis nuchalis Pfeffer, 1912 (synonyme de T. rhombus selon WoRMS)
- Thysanoteuthis rhombus Troschel, 1857 - « chipiloua commun »

Spécimen échoué de Thysanoteuthis rhombus
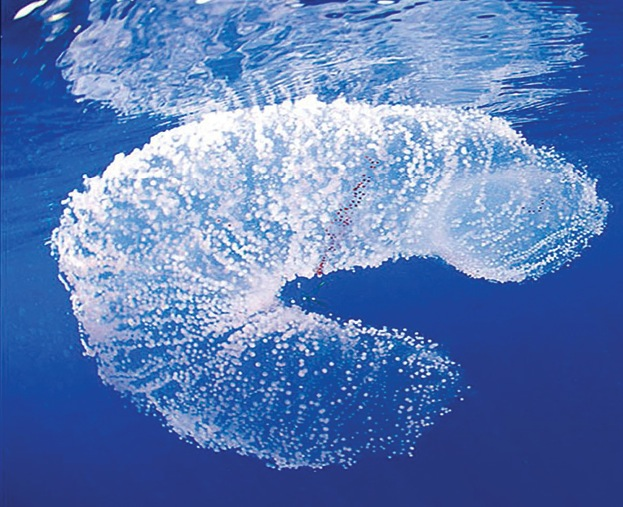
Ponte (pélagique) de Thysanoteuthis rhombus
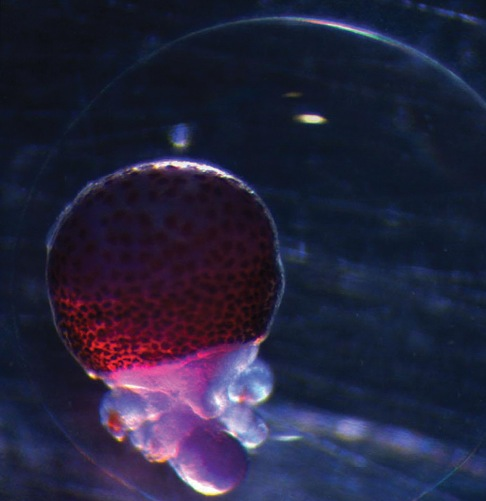
Gros plan sur un œuf